# Huyện Noakhali
Noakhali là một huyện thuộc division Chittagong, Bangladesh. Huyện này có diện tích 2601 km², dân số năm 2002 là 2533394 người, mật độ dân số là 974 người/km².